# John Lovelace, 4. Baron Lovelace
John Lovelace, 4. Baron Lovelace (* 1672 in Hurley, Berkshire, England; † 6. Mai 1709 in New York City) war ein englisch-britischer Peer und von 1708 bis 1709 für wenige Monate Kolonialgouverneur der Provinzen New York und New Jersey.

## Leben
John Lovelace war ein Sohn von William Lovelace, Gutsherr von Hurst in Berkshire, aus dessen Ehe mit Mary Nevill. Sein Vater starb bereits 1676, worauf John seine geringen Besitzungen erbte. Seine Mutter erbte nach dem Tod ihres Bruders Sir Edward Nevill, 1. Baronet 1685 einen Teil von dessen Besitzungen in Grove in Nottinghamshire, dennoch wuchs John aufgrund seines geringen Erbes in relativ bescheidenen Verhältnissen auf. Beim Tod seines Cousins zweiten Grades John Lovelace, 3. Baron Lovelace 1693 erbte er zwar dessen Adelstitel Baron Lovelace, doch sein Cousin war bei seinem Tod hoch verschuldet gewesen. Dessen Besitz Hurley musste zur Begleichung der Schulden verkauft werden, dennoch erbte Lovelace als 4. Baron weitere Schulden, was seine eigene finanzielle Lage weiter verschlechterte. Am 11. November 1693 nahm er seinen Sitz im House of Lords ein, blieb politisch jedoch eher inaktiv. Durch die politischen Beziehungen seiner Familie, die traditionell den Whigs angehörten, erwarb er 1699 eine Offiziersstelle als Guidon bei den Life Guards und stieg dort bis 1705 in den Rang eines Lieutenant-Colonel auf. 1706 wurde er Colonel eines eigenen Infanterieregiments. Seine finanzielle Situation blieb aber weiterhin angespannt.
Im Jahr 1708 wurde er als Nachfolger des korrupten und unbeliebten Edward Hyde, Viscount Cornbury, zum neuen Gouverneur der Kolonien New York und New Jersey ernannt. Nach einer schwierigen Überfahrt erreichte er im Spätherbst 1708 Nordamerika und trat im Dezember sein Amt an. Obwohl er als neuer Gouverneur populär war, hatte er mit einer starken internen Opposition zu kämpfen, zu denen auch die Anhänger von Hyde gehörten. Er startete Maßnahmen zur Bekämpfung der Korruption und erlaubte als erster Gouverneur den Vertretungen der Kolonien, konkrete Steuern zu bewilligen, anstatt dem Gouverneur nur eine feste Steuersumme zu gewähren. Er starb bereits jedoch wenige Monate später an den Folgen eines Schlaganfalls, so dass er während seiner Amtszeit keine größeren Erfolge erzielen oder Herausforderungen bestehen konnte. Er wurde am 12. Mai 1709 auf dem Kirchhof der Trinity Church in New York beigesetzt.

## Familie und Nachkommen
Um den 20. Oktober 1702 hatte er Charlotte Clayton († 1749) geheiratet, eine Tochter von Sir John Clayton aus Richmond in Surrey. Mit ihr hatte er vier Kinder:
- John Lovelace, 5. Baron Lovelace (um 1705–1709);
- Nevill Lovelace, 6. Baron Lovelace (um 1708–1736);
- Hon. Charles Lovelace († 1707);
- Hon. Martha Lovelace († 1788) ⚭ Lord Henry Beauclerk (1701–1761), MP, Sohn des Charles Beauclerk, 1. Duke of St. Albans.

Sein Erbe wurde zunächst sein minderjähriger Sohn John, der jedoch bereits vierzehn Tage nach seinem Vater starb. Danach erbte sein Sohn Nevill den Titel, mit dessen kinderlosem Tod 1736 der Titel Baron Lovelace erlosch.